# Alpes d'Ennstal
Les Alpes d'Ennstal sont un massif des Préalpes orientales septentrionales. Il s'élève en Autriche (limite entre le Land de Styrie et la Haute-Autriche).
Le Hochtor est le point culminant du massif.

## Géographie

### Situation
Le massif est entouré par les préalpes de Haute-Autriche au nord, les Alpes d'Ybbstal au nord-est, le massif du Hochschwab à l'est, les Alpes de Lavanttal au sud-est, les Niedere Tauern au sud-ouest et le massif mort à l'ouest.
Il est traversé par l'Enns en direction de l'est.
Il est composé des chaînons du Haller Mauern au nord-ouest, du Gesäuse au nord-est et des Alpes d'Eisenerz au sud.

### Sommets principaux
- Hochtor, 2 369 m
- Grosser Ödstein, 2 335 m
- Admonter Reichenstein, 2 251 m
- Sparafeld, 2 247 m
- Grosser Pyhrgas, 2 244 m
- Haindlkarturm, 2 238 m
- Grosse Buchstein, 2 224 m
- Lugauer, 2 217 m
- Gösseck, 2 214 m
- Hochzinödl, 2 191 m
- Eisenerzer Reichenstein, 2 165 m
- Rosskuppe, 2 152 m
- Zeiritzkampel, 2 125 m
- Planspitze, 2 117 m
- Kaiserschild, 2 084 m
- Kreuzmauer, 2 079 m
- Stadelstein, 2 070 m
- Wildfeld, 2 043 m
- Leobner, 2 036 m
- Lahnerleitenspitze, 2 027 m
- Kreuzkogel, 2 011 m
- Bosruck, 1 992 m
- Blaseneck, 1 969 m
- Schwarzenstein, 1 953 m

## Géologie
La partie méridionale du massif appartient à la zone des grauwackes et atteint ici sa largeur maximale. On y trouve du minerai de fer. La partie septentrionale est composée de calcaire.

## Histoire
Dans la vallée du Johnsbach, la présence de cuivre est connue depuis 3 500 ans, comme le prouvent certaines découvertes archéologiques. Au Moyen Âge, les forêts, sous la possession des bénédictins d'Admont, commencent à être exploitées par les bûcherons.
La mise en valeur touristique débute par l'ouverture du chemin Kronprinz Rudolf en 1872 qui traverse le Gesäuse. Le viennois Heinrich Hess est considéré comme le pionnier de ces montagnes, en ayant accompli de nombreuses premières, notamment celle du Hochtor en 1877. Il est aussi l'auteur du premier guide du Gesäuse, un prototype dans ce genre de littérature. Le refuge de Hess, la base la plus importante en alpinisme dans le domaine du Hochtor, porte son nom.
Dans les années 1920 ont été créés de nombreux itinéraires de via ferrata dans les versants nord du Hochtor, du Admonter Reichenstein et du Buchstein.

## Activités

### Environnement

Carte du parc national

La majeure partie du chaînon de Gesäuse a été classée en parc national en 2002. Il constitue le plus récent des six parcs nationaux autrichiens.
Il protège environ 90 espèces d'oiseaux nicheurs, les marmottes, les chamois, les chevreuils et les cerfs. En outre, environ 50 variétés d'orchidées peuvent être observées.

### Randonnée
L'itinéraire violet de la Via Alpina offre deux étapes dans le massif :
- étape A24 : de Trieben à Admont via le Kaiserau ;
- étape A25 : de Admont à Spital am Pyhrn via la cabane de Rohrau.

Trois des dix chemins de randonnée autrichiens passent par les Alpes d'Ennstal :
- Nordalpine Weitwanderweg 01 (Kalkalpenweg)
- Nordwaldkammweg et Nord-Süd-Weitwanderweg 05
- Eisenwurzenweg 08